# 里克山
75°41′S 159°10′E / 75.683°S 159.167°E
里克山是南極洲的山峰，位於奧次地的霍林斯沃斯冰川以西，屬於阿爾伯特親王山脈的一部分，全長17公里，由新西蘭的探險隊繪入地圖和命名。